# Majid Hosseini
Seyed Majid Hosseini (* 20. Juni 1996 in Teheran) ist ein iranischer Fußballspieler.

## Karriere

### Vereine
Hosseini spielte für die Jugendabteilungen der Vereine Saipa Teheran und Esteghlal Teheran und begann bei letztgenanntem 2015 auch seine Profikarriere. Hier spielte er drei Spielzeiten lang, wobei er die Saison 2015/16 als Leihgabe bei Rah Ahan verbrachte.
Zur Saison 2018/19 wurde Hosseini vom türkischen Erstligisten Trabzonspor verpflichtet. Dort verblieb der Spieler drei Jahre, bevor er sich im August 2021 Kayserispor anschloss.

### Nationalmannschaft
Hosseini startete seine Nationalmannschaftskarriere 2009 mit einem Einsatz für die iranische U-17-Nationalmannschaft und durchlief bis ins Jahr 2017 die U-21- und U-23-Nationalmannschaft seines Landes.
Im Mai 2018 debütierte Hosseini während eines Testspiels gegen Usbekistan für die iranische A-Nationalmannschaft. Mit ihr nahm er an der Weltmeisterschaft 2018 teil und wurde während des Turnierverlaufs drei Mal eingesetzt.

## Erfolge
Mit der iranischen Nationalmannschaft
- Teilnahme an der Weltmeisterschaft: 2018